# Tiemannite
La tiemannite est un minéral, séléniure de mercure, de formule HgSe. On le trouve dans les veines hydrothermales associé à d'autres séléniures ou à d'autres minéraux de mercure tels que le cinabre, et souvent avec la calcite. Découvert en 1855 en Allemagne, il est nommé d'après  le chimiste allemand Johann Carl Wilhelm Tiemann (1848–1899).